# Muzej anatolskih civilizacij, Ankara
Muzej anatolskih civilizacij (turško Anadolu Medeniyetleri Müzesi) je na južni strani ankarskega gradu v mestni četrti  Atpazarı, Ankara, Turčija. Sestavljajo ga skladišča nekdanjega  osmanskega bazarja Mahmut Paşe in Kurşunlu han. Ko je prvi predsednik Republike Turčije Atatürk sklenil ustanoviti hetitski muzej, je država na predlog takratnega ministra za kulturo Hamita Zübeyir Koşaya odkupila obe omenjeni zgradbi. Po preureditvi in obnovi je bil v njiju odprt javni Ankarski arheološki muzej. 
Kurşunlu Han se zdaj uporablja kot upravna zgradba z delovnimi prostori, knjižnico, konferenčno dvorano, laboratorijem in delavnico. Razstavni prostori so v nekdanjem skladišču. Razstavljenih je veliko arheoloških najdb iz Anatolije, ki se začenjajo s kameno dobo in se nadaljujejo preko neolitika, zgodnje bronaste dobe, asirskih trgovskih kolonij, Hetitov, Frigijcev, Urartuja, Grkov, Rimljanov, Bizantincev in Seldžukov do Osmanov. V muzeju je tudi obsežna zbirka predmetov, najdenih med izkopavanji v Karainu, Çatalhöyüku, Hacılarju, Canhasanu, Beyce Sultanu, Alacahöyüku, Kültepeju, Acemhöyüku, Boğazköyu (Gordion), Pazarlıju, Altıntepeju, Adilcevazu in Patnosu iz različnih zgodovinskih obdobij.
Najstarejši zlati, srebrni, stekleni, marmorni in bronasti so iz druge polovice 1. tisočletja pr. n. št. V zbirki kovancev so primerki od prvih znanih do sodobnih kovancev.
Muzej je bil 19. aprila 1997 v Švici razglašen za prvi  "Evropski muzej leta". 

## Zgodovina muzeja
Prvi muzej v Ankari je leta 1921 v delu ankarskega gradu, imenovanem Akkale,  ustanovil Mübarek Galip Bey iz Direktorata  za kulturo. V njem so bili tudi predmeti iz Avgustovega templja in bizantinskega kopališča.  Po Atatürkoverm priporočilu in želji po ustanovitvi hetitskega muzeja  so v muzej začeli pošiljati predmete iz cele Anatolije in muzej je postal premajhen.
Direktor Direktorata za kulturo Hamit Zübeyir Koşay in minister za izobraževanje Saffet Arıkan sta zato predlagala, da se za novi muzej odkupita in obnovita Bazar Mahmut Paşe in sosednji han.  Predlog je bil sprejet. Obnova zgradb je trajala od leta 1938 do 1968. Bazar je bil obnovljen in kot muzej odprt že leta 1940. Leta 1943 je bil za obiskovalce odprt še srednji del muzeja, čeprav dela še niso bila zaključena. Muzej v sedanji obliki je bil odprt leta 1968. 

## Zgodovina zgradb
Muzej anatolskih civilizacij je v dveh zgradbah iz osmanskega obdobja. Prva je Mahmut Paşa Bedesteni, druga pa Kurşunlu Han (gostiše, karavanseraj).
Mahmut Paşa Bedesteni je v letih 1464-1471 zgradil Mahmud Paša, eden od ministrov (vezir) sultana Mehmeda II. Osvajalca. V nekaj virih je podatek, da so na bazarju trgovali samo z izdelki iz čiste angorske volne. Zgradba z desetimi kupolami je bila pravokotne oblike. V njej sta bili v dveh vrstah 102 trgovini. 
Kurşunlu Han je bil zgrajen kot fundacija (vakıf) za financiranje nadarbine vezirja Mehmed Paše v Üsküdarju, Istanbul. Med obnovitvenimi deli so leta 1946 odkrili kovance iz obdobja Murata II., ki kažejo, da je han obstajal že v  15. stoletju. Načrt hana je značilen za hane iz osmanskega obdobje. Ima pravokotno osrednje dvorišče z arkadami in sobe v dveh nadstropjih. V pritličju je 28 sob, na nadstropju pa 30. V sobah so bile peči za ogrevanje. V pritličju je bil tudi hlev v obliki črke L. Na severni strani je bilo devet trgovin, na vzhodni pa štiri. 
Obe zgradbi sta leta 1881 pogoreli in bili opuščeni.

## Razstavljeni predmeti
- Paleolitik (…8000 pr. n. št.): paleolitik je prestavljen z najdbami iz podzemne jame Antalya Karain. V kameni dobi so bili ljudje predvsem lovci-nabiralci, ki so uporabljali predvsem kamnita in koščena orožja in orodja. Razstavljena orodja so razdeljena v tri kategorije: spodnji, srednji iz gornji paleolitik.

- Neolitik (8000-5500 pr. n. št.): v tem obdobju so se pojavile prve vasi  in poljedelstvo. Razstavljeni so predmeti Çatalhöyüka in Hacılarja, dveh najpomembnejših najdišč iz tega obdobja. V zbirki so kipi boginje matere, stenske slikarije, glinaste figurice, pečati, glinasta posoda in koščeno poljedelsko orodje. Največjo pozornost vzbujajo lovski prizori na ometu iz 7. tisočletja pr. n. št., reprodukcija sobe iz Çatalhöyüka z glavami bikov na stenah, boginja mati Kibela (kasneje Kibela), orodja iz obsidiana, stenske slike bruhajočega ognjenika Hasan in stenska slika leoparda.

- Bakrena doba (5500-3000 pr. n. št.): v tem obdobju se je razen kamnitega začelo izdelovati in uporabljati tudi bakreno orodje. V muzeju so razstavljeni predmeti iz Hacılarja, Canhasana, Tilkitepeja, Alacahöyüka in Alişar Hüyüka. V zbirki je veliko kamnitega in kovinskega orodja, kipci boginj, pečatniki in nakit.

- Zgodnja bronasta doba (3000-1950 pr. n. št): prebivalci Anatolije so na začetku 3000. let pr. n. št. amalgamirali baker in kositer in odkrili bron. Zlitino so znali tudi ulivati in kovati. V oddelku zgodnje bronaste dobe so razstavljeni bronasti predmeti, ki so jih kot grobne pridatke odkrili v Alacahöyüku, Hasanoğlanu, Mahmatlarju, Eskiyaparju, Horoztepeju, Karaoğlanu, Merzifonu, Etiyokuşu, Ahlatlıbelu, Karayavşanju, Bolu, Beycesultan Semahöyüku in  Karaz-Tilkitepeju. Prevladujejo izdelki hatskih plemen. Zbirka vsebuje sončne diske, kipce v obliki jelena,  tanke različice ženskih kipcev in zlat nakit.  Razstavljena je tudi rekonstrukcija pogrebnega obreda, ki poudarja versko prakso tega starodavnega ljudstva.

- Asirske trgovske kolonije (1950-1750 pr. n. št.): v tem obdobju se je v Anatoliji prvič pojavila pisava. Mezopotamci so že od akadskih časov vedeli za anatolska naravna bogastva. Z Anatolijo so zato razvili obsežne trgovske stike in s seboj prinesli svoje jezike ter valjaste in drugačne pečatnike, ki so se kasneje razvili v pisavo. Iz tega obdobja se je ohranilo več kot 20.000 glinastih tablic, pisanih v asirskem klinopisu, ki so zelo razvetlile to obdobje.  Večina zapisov je povezana s trgovanjem, gospodarstvom in pravom. Asirci so v Anatolijo tovorili predvsem tkanine in oblačila in jih menjavali za srebro in zlato. Središče trgovske mreže je bil Kültepe. Trgovanje je imelo za posledico eksplozijo zelo različnih najdb, predvsem v Kültepeju, Acemhöyüku, Alişarju in Boğazköyu, kjer so bile najdene popisane glinaste tablice, pivske posode v obliki svetih živali kot so bik, lev, orel, veper in zajec, ki so se uporabljale med verskimi obredi, kultni predmeti, valjasti in drugačni pečatniki in njihovo odtisi, vse vrste orožja, umetniško izdelani kozarci iz gline, kamna,  zlata, srebra, svinca, bakra in brona, dragi kamni in keramične ploščice. Druga zanimiva skupina najdb iz tega dvestoletnega obdobja so ritoni iz Kültepeja, poseben razred keramične umetnosti, ki je tvoril osnovo hetitske kulture.

- Hetitsko obdobje (1750-1200 pr. n. št.): prva hetitska politična zveza je bila ustanovljena v porečju Kızılırmaka v Anatoliji okoli leta 2000 pr. n. št. Pomembna hetitska mesta so bila Boğazköy (Hatuša), İnandık, Eskiyapar, Alacahöyük, Alişar in Ferzant. Višek hetitskega oddelka muzeja je relief boga vojne, vzet s Kraljevih mestnih vrat v Hatuši. Razstavljeni so tudi okrašeni zaboji za kipe bikov, različne sklede za sadje in vaze v obliki živali, razvpita  inandıška vaza, na kateri je upodobljena poročna slovesnost, tablice iz vladnih arhivov in pečati vladarjev, bronasti kipi bogov plodnosti, bikov in jelenov in  drugi zanimivi predmeti. Razstava vključuje tudi slike iz Boğazköya, rekonstrukcijo verskega obreda, rekonstrukcijo Kraljevih vrat iz Hatuše in slike izkopavanj v Hatuši. Eden od najpomembnejših predmetov je tablica v akadski pisavi iz obdobja 1275-1220 pr. n. št., ki je del dopisa egipčanske kraljice Nefertari, žene Ramzesa II., hetitski kraljici Puduhepi, ženi Hatušilija III. Dopis je bil napisan po podpisu Kadeškega mirovnega sporazuma, prvega pisnega mirovnega sporazuma v zgodovini.

- Frigijsko obdobje (1200-700 pr. n. št.): Frigijci, Ljudstvo z morja, so prišli v Anatolijo z Balkana okoli leta 1200 pr. n. št. Osvojili so osrednjo Anatolijo in za prestolnico izbrali Gordion. Jedro frigijskega dela muzske zbirka so najdbe iz kraljevega tumula v Gordionu. Tumul je imel premer 350 m in višino 50 m. V tumulu so odkrili grobnico kralja Midasa, katere rekonstrukcija je razstavljena v muzeju. V tem oddelku je tudi izrezljano pohištvo z intarzijami, obešalniki za oblačila, obredne posode s podobami živali kot so levi, ovni in orli,  rekonstrukcija pogrebne slovesnosti in kip glavne frigijske boginje - boginje matere Kibele.

- Pozno hetitsko obdobje (1200-700 pr. n. št.): po padcu Hetitskega imperija zaradi invazije Frigijcev se je del Hetitov umaknil proti jugu in jugovzhodu Anatolije in ustanovil nove države. Najpomembnejša hetitska mesta iz tega obdobja so Malatya–Arslantepe, Karkamış (Karkemiš) in Sakçagözü. Med razstavljene predmete iz novohetitskega obdobja spadajo reliefi z vojno tematiko z vojaki in bojnimi vozovi, kipi, skalni reliefi s portreti hetitskih vladarjev,  bogov hetitskega panteona in kipi močnih živali kot so biki in levi.

- Urartsko obdobje (1200-600 pr. n. št.): Urartujci so živeli v vhodni Anatoliji v istem obdobju kot Frigijci. Najpomembnejša urartujska mesta so bila Altıntepe, Adilcevaz, Kayalıdere, Patnos, Van in Haykaberd. Urartujci so uvedli nekaj izboljšav v arhitekturi in rudarstvu.

- Lidijsko  obdobje (1200-546 pr. n. št.):  lidijska umetnost izvira iz bronaste dobe, v kateri so bili njihovi predniki in Hetiti v prijateljskih in sovražnih odnosih. Lidijci so v železni dobi dosegli izjemen napredek, zlasti v obdobju od Giga do Kreza (685-547 pr. n. št.). Večina razstavljenih predmetov je iz 6. stoletja pr. n. št.

- Klasično obdobje in Ankara skozi stoletja: v tem delu muzejske zbirke so umetnine iz grškega, helenskega, rimskega in bizantinskega obdobja Anatolije, med njimi kipi, nakit in okrasne posode iz zlata, srebra, stekla, marmorja in brona ter kovanci od prvega kovanega denarja do danes. V zbirki so tudi predmeti, ki so jih v bližnji preteklosti odkrili v okolici Ankare.

## Galerija
Zgradba
- Vhodna vrata v muzej
- Dvorišče

Muzejska zbirka
- Razstavna galerija
- Boginja mati iz Çatalhöyüka
- Boginja mati iz Çatalhöyüka
- Kip na dvorišču muzeja
- Bronasta verska standarta, ki simbolizira vesolje; uporabljali so jo hetitski svečeniki
- Kip jelena, simbola hetitskega moškega boga
- Hetitska bronasta obredna standarta
- Urartujske figurice iz slonovine
- Himera s človeško in levjo glavo; pozno hetitsko obdobje
- Reliefi iz karkemiša
- Lovski prizor, stenska slika iz Çatalhöyüka
- Relief vojaka na Kraljevih vratih iz Hatuše
- Rekonstrukcija grobnice kralja Midasa
- Glave bikov iz Çatalhöyüka
- Marmorna glava Rimljanke